# Igreja de São Nicolas de Thynes
A Igreja de São Nicolas é um edifício religioso católico localizado em Thynes, uma vila situada nas alturas do rio Mosa (margem direita) na cidade de Dinant, na província de Namur, na Bélgica.

## História
Construída durante a segunda metade do século XIX, substituiu um edifício próximo muito antigo o qual apenas o santuário e a cripta foram preservados, devido ao seu valor arqueológico . 
A igreja de São Nicolas é a igreja paroquial da comunidade católica de Thynes.